# Lycopersicon hirsutum
Lycopersicon hirsutum är en potatisväxtart som beskrevs av Alexander von Humboldt och Aimé Bonpland. Lycopersicon hirsutum ingår i släktet Lycopersicon och familjen potatisväxter. Inga underarter finns listade i Catalogue of Life.